# Panzerzug Smok
Der Panzerzug Smok (deutsch: Drache) war ein improvisierter polnischer Panzerzug aus der Zeit des Polnisch-Ukrainischen Krieges 1919.

## Geschichte
Im Dezember 1918 wurde der Panzerzug Smok in Nowy Sącz mit der Bezeichnung L.4 Smok aufgestellt. Der Panzerzug teilt sich die Bezeichnung P. P. 7 mit dem Panzerzug Kozak. Dieser verlor die Nummer 7 wenige Tage nach der Ernennung, da der Panzerzug durch schweren Beschuss zerstört wurde. Somit übernahm der Panzerzug Smok die Nummer 7, um einen Verlust des Panzerzuges zu verheimlichen.

## Technische Daten
Die erste verwendete Lokomotive war eine Dampflokomotive vom Typ kkStB 97 (Lokomotivnummer: 97.254). Diese wurde 1910 bei der Lokomotivfabrik Krauss & Comp. Linz mit der Werksnummer KrLi 6322/1910 hergestellt, die vorletzte gebaute Dampflokomotive dieses Typs. Doch sie hing weniger als einen Monat vor dem Zug und wurde im Januar 1919 an den Panzerzug Śmiały abgegeben.
Die zweite Lokomotive war eine stärkere Dampflokomotive vom Typ kkStB 229 (Lokomotivnummer: 229.49), welche ebenfalls nach dem Ersten Weltkrieg übergeben wurde. Diese wurde 1907 bei der Lokomotivfabrik Floridsdorf mit der Werksnummer Flor 1685/1907 hergestellt. Nach der polnischen Übernahme wurde die Bezeichnung auf PKP OKl12-10 umgeändert. Nach der Auflösung des Zuges im November 1919 wurde auch diese Lokomotive an den Panzerzug Śmiały abgegeben.

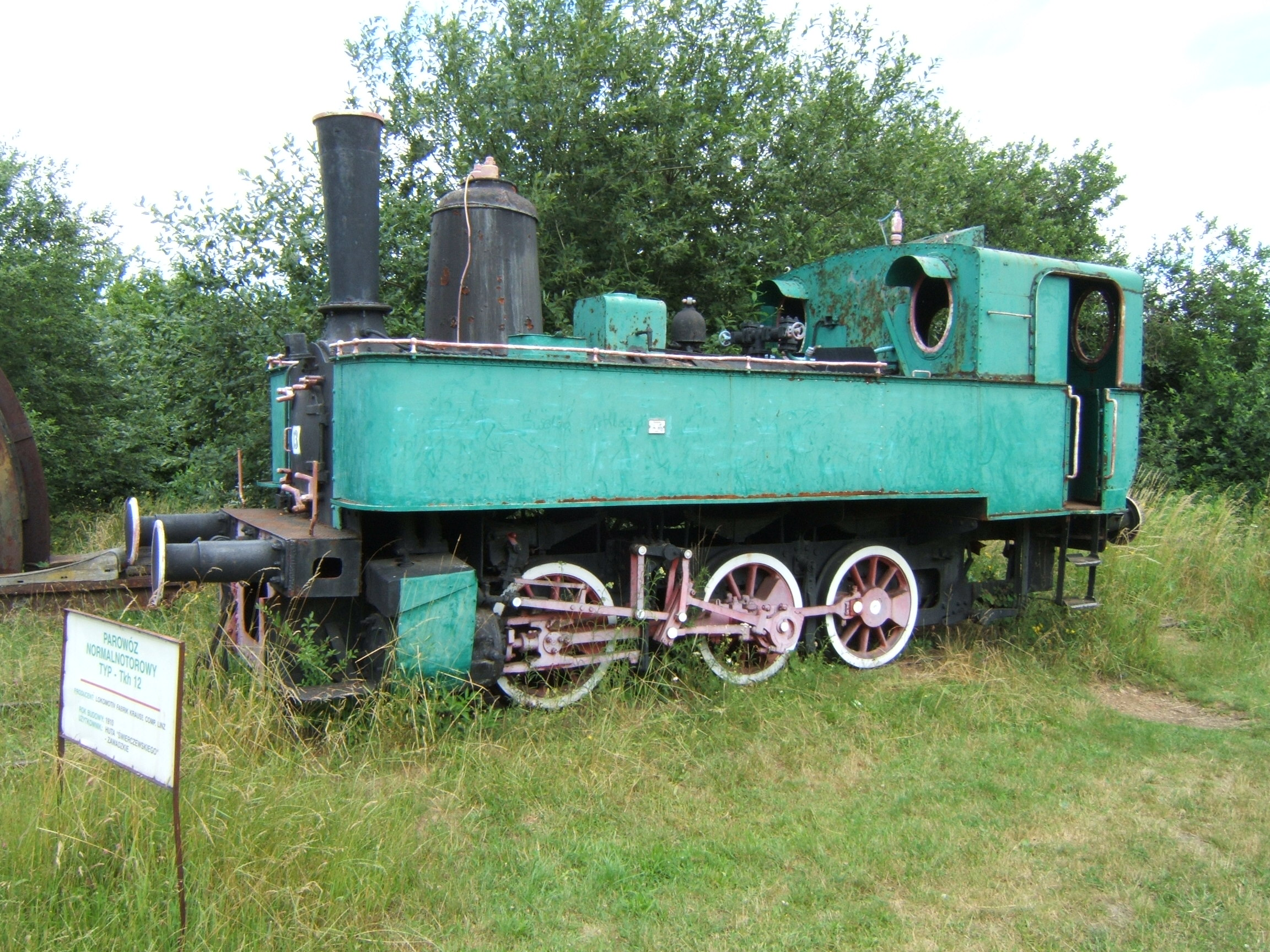
Lokomotive vom Typ kkStB 97.254
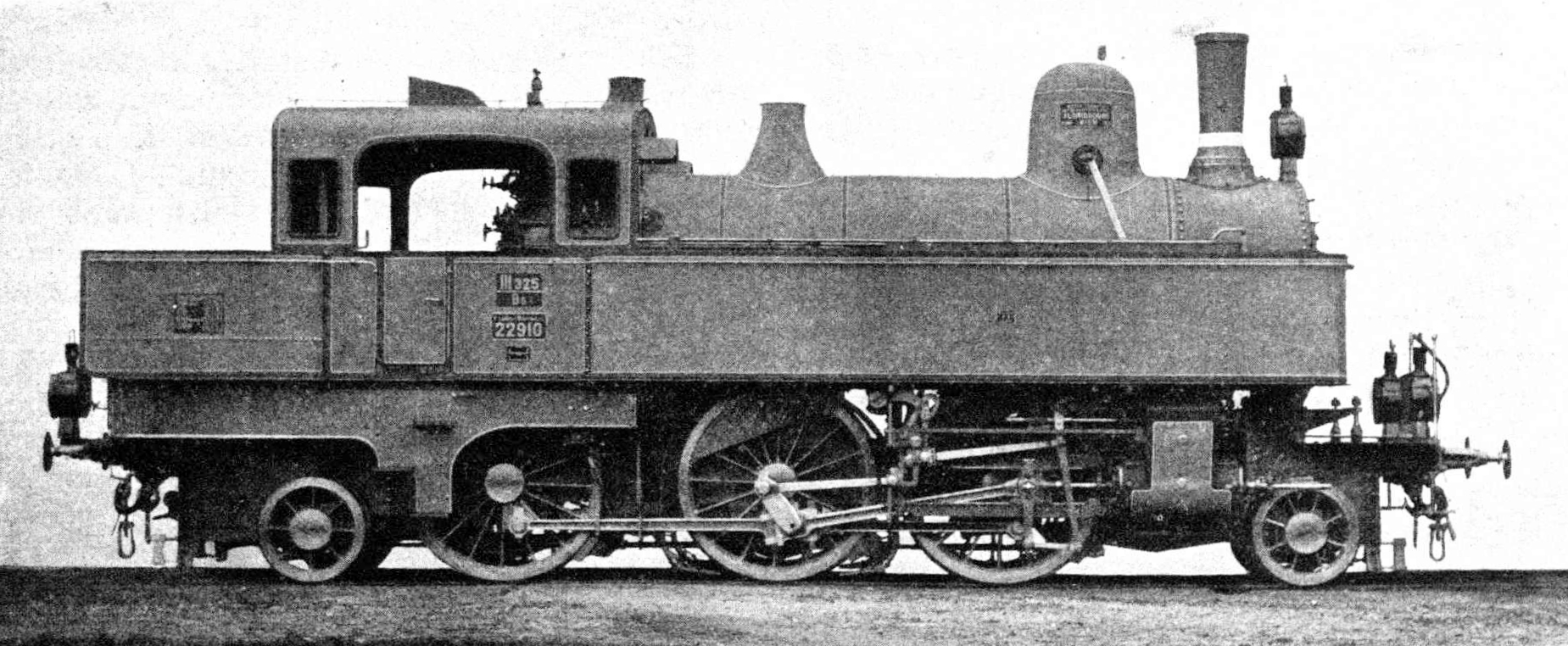
Tenderlokomotive vom Typ kkStB 229

## Einsatz
In der zweiten Dezemberhälfte des Jahres 1918 wurde der Panzerzug Smok in den Raum um Lemberg beordert, um dort bei den Kämpfen zu unterstützen. Die Strecke führte den Zug über Sudowa Wyschnja zu seinem Bestimmungsziel Przemyśl. Im Januar 1919 traf der Panzerzug dort ein und wurde unter das Kommando des Oberleutnants der Infanterie Ramza gestellt. Dieser war Kommandeur des 20. Infanterieregiments, welches aus Studenten der Jagiellonen-Universität und Mittelstufenschülern bestand. Direkt nach der Ankunft wurde der Panzerzug auch direkt eingesetzt und patrouillierte auf der Strecke von Przemyśl nach Lemberg.

## Zusammensetzung
Von einer Postkarte von März 1919 lässt sich die Zusammenstellung des Zuges rekonstruieren. Dabei fällt auf, dass lediglich die Lokomotive über eine erwähnenswerte Panzerung verfügte. Vor der Lokomotive liefen vier Wagen voraus. Alle vier waren gedeckte Güterwagen aus Holz und verschiedener Bauart. Hinter der Lokomotive folgten drei identische gedeckte Güterwagen mit klar erkennbaren Schießscharten und ein weiterer Güterwagen anderer Bauart. Als letzter Wagen auf dem Foto ist ein normaler Personenwagen zu erkennen.

## Soldaten des Zuges

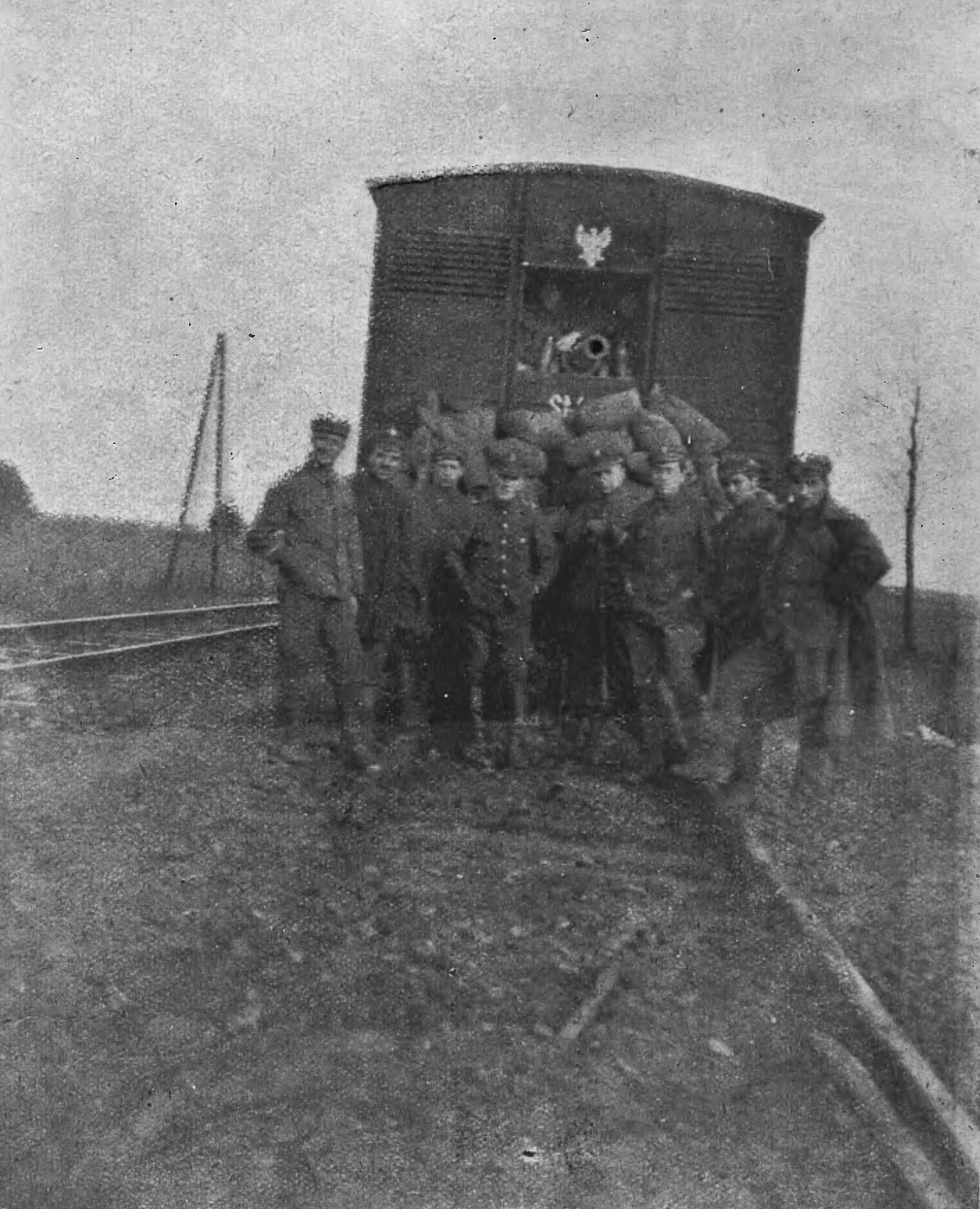
Besatzung des Panzerzugs Smok im Jahr 1919

Die Besatzung des Panzerzuges Smok wurde durch Soldaten des 5. schweren Artillerieregiments aus Krakau ergänzt. Nach der Auflösung des Zuges wechselte die Besatzung zum Panzerzug Gromobój.
- Zugkommandant: Leutnant Adam Ciećkiewicz
- 2. Kommandant: Leutnant Henryk Dawidowski
- 1. Artillerieoffizier: Leutnant Stanisław Hieronim Milli
- 2. Artillerieoffizier: Leutnant Tadeusz Ludwik Smyczyński
- Infanteriekommandant: Leutnant Stefan Spaczyński
- Eugeniusz Jelonek[3]

## Verbleib
Nach dem Ende der Kampfhandlungen in Małopolska Wschodnia wurde der Panzerzug zurück in den Raum Teschener Schlesien versetzt. Da der Zug aber über nahezu keine Panzerung oder Bewaffnung verfügte, lediglich die Lokomotive war gepanzert und einige Maschinengewehre waren vorhanden, wurde er Ende 1919 in Krakau ausgemustert und aufgelöst.

## Gedenkplakette

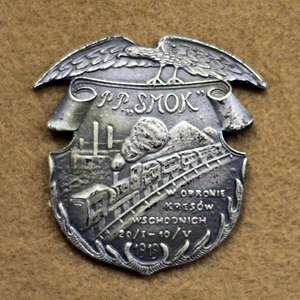
Gedenkplakette zum Panzerzug Smok.

Zum Gedenken an den Einsatz des Panzerzuges und seiner Besatzung und zum Zeichen der Zugehörigkeit wurde ein Abzeichen gefertigt. Es hatte die Grundform eines Schildes, auf dessen Spitze ein mit ausgebreiteten Schwingen sitzender Adler zu finden war. Unter dem Adler befand sich die Inschrift P. P. Smok (für pociąg pancerny, deutsch: Panzerzug). Unter der Inschrift befand sich ein Bild des Panzerzuges, welcher sich diagonal von oben rechts nach unten links über den Schild bewegt. Unter dem Bild befindet sich die Inschrift W obronie Kresów Wschodnich 20. I - 10. V. 1919, was soviel bedeutet wie Zur Verteidigung der östlichen Grenzgebiete vom 20. Januar bis 10. Mai 1919. An der breitesten Stelle misst das Wappen 33 mm und an der schmalsten Stelle 29,5 mm. Die Höhe beträgt 36 mm und auf der Rückseite befindet sich eine Schraube und eine Mutter zur Befestigung an der Bekleidung.